# Abraxas pusilla
Abraxas pusilla là một loài bướm đêm thuộc họ Geometridae. Nó được Butler miêu tả năm 1880. Nó được tìm thấy ở Darjeeling ở Ấn Độ.